# エトルフィン
エトルフィン (Etorphine) とはオピオイド薬物の中でモルヒネの1000倍に達する最も高い鎮痛活性を持つ麻酔薬である。
1963年にエディンバラにあるマクファーラン-スミス商会のケニスベントリー教授（Kenneth Bentley）研究グループによって発見された。
ゾウ、ウシ、トラなどの大型動物用の不動化薬としてアセプロマジンと組み合わせて麻酔銃などに入れて使われている。モルヒネなどと同様にナロキソンが拮抗薬となるのでエトルフィンを麻酔銃で使用する場合には解毒剤として用意しておく必要がある。
動物用麻酔薬として塩酸エトルフィンがノバルティス社からM99という商品名で販売されており、日本でも獣医師が象やキリンなどの大型動物に使用している。また、動物を安楽死させるための薬として使用されることもある。
あまりに活性が強すぎるため人間の治療には使えない。人間に使用した場合には皮下注射でも数分以内に中枢神経系抑制による呼吸停止で死亡する。そのため、日本やアメリカなどでは獣医用としてのみ認可されている。

しかし、2006年に中国で鎮痛剤として人間への臨床実験が行われ、通常のモルヒネよりも習慣性が少ないと主張されているが、諸外国では追試されていないため真偽ははっきりしていない。
日本では平成2年に麻薬指定されている。